# 唐衢
唐衢（？—？），唐朝诗人。
唐衢应进士，久而不第。能作诗。见人文章有所伤心感叹之处，读罢必哭，涕泗不已。每每与人言论，互相告别，发声长叹，音辞哀切，听到的没有不凄然泣下。曾经客游太原，参加军宴，酒酣言事，他放声痛哭，满席人都不高兴，为之罢会。他被白居易等名流所重。白居易赠给他诗：“贾谊哭时事，阮籍哭路岐。唐生今亦哭，异代同其悲。唐生者何人，五十寒且饥。不悲口无食，不悲身无衣。所悲忠与义，悲甚则哭之。太尉击贼日，尚书叱盗时。大夫死凶寇，谏议谪蛮夷。每见如此事，声发涕辄随。往往闻其风，俗士犹或非。怜君头半白，其志竟不衰。我亦君之徒，郁郁何所为。不能发声哭，转作乐府诗”。最终他也没有考中进士科。